# Алея Слави (Мангуш)
Алея Слави — пішохідна доріжка вимощена тротуарною плиткою в смт Мангуш. Відкрита під час святкування Дня Перемоги 9 травня 2010 року. По обидва боки доріжки встановлені десять гранітних обелісків з «золотими» зірками і фотографіями героїв війни та праці.
Будівництво Алеї було розпочато 16 вересня 2009 року, на річницю захоплення Донбасу радянськими військами та відновлення радянської влади; було закладено перший камінь. Роботи велися здебільшого на кошти підприємств і організацій району.
Починається Алея двома плитами з іменами: Суханов Ілля Тимофійович; 1894—1945; член КПРС з 1917 і Полкан Михайло Олексійович; 1880—1957; член КПРС з 1918. Далі на Алеї встановлено три обеліска Героям Радянського Союзу, землякам — Безух, Мурза, Московченко; двом Героям Радянського Союзу, які на боці СРСР брали участь у відвоюванні Мангушського району, — Ольшанському і Котанову, а також п'ятьом Героям Соціалістичної Праці, уродженцям району. Мова написів — російська.

## Галерея
| ПІБ                              | Фото |
| Ольшанський Костянтин Федорович  |      |
| Мурза Ілля Митрофанович          |      |
| Московченко Григорій Савелійович |      |
| Котанов Федір Євгенович          |      |
| Безух Михайло Іванович           |      |

| ПІБ                       | Фото |
| Бердник Микола Васильович |      |
| Дубина Віктор Васильович  |      |
| Красозов Іван Павлович    |      |
| Сивирін Лука Сазонович    |      |
| Хаджинов Михайло Іванович |      |